# Дема, Дмитрий Алексеевич
Дмитрий Алексеевич Дема (укр. Дмитро Олексійович Дема; 1893 год — дата смерти неизвестна) — старший конюх колхоза имени Ленина Ново-Милятинского района Львовской области, Украинская ССР. Герой Социалистического Труда (1951).
С конца 1940-х годов трудился конюхом, старшим конюхом в колхозе имени Ленина селе Репнев Ново-Милятинского района (сегодня — Золочевский район). Член ВКП(б).
В 1951 году бригада Дмитрия Демы вырастила 23 жеребёнка от 23 кобыл. Указом Президиума Верховного Совета СССР от 5 ноября 1951 года «за получение высоких результатов в коневодстве» удостоен звания Героя Социалистического Труда с вручением ордена Ленина и золотой медали «Серп и Молот».
После выхода на пенсию проживал в селе Репнев Бусского района Львовской области.